# Ostflorida
Ostflorida (englisch East Florida, spanisch Florida Oriental) war ursprünglich ein Teil der spanischen Kolonie Florida. Nach den Bedingungen des Vertrags von Paris, der  1763 den Siebenjährigen Krieg beendete, trat Spanien seine gesamten Territorien östlich und südöstlich des Mississippi River an das Königreich Großbritannien ab.

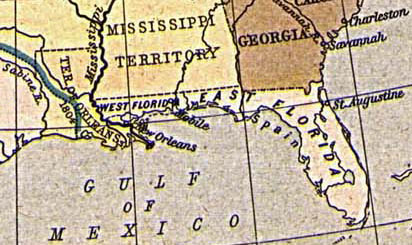
Ost- und Westflorida 1810

Großbritannien trennte das Gebiet in zwei Teile, Ostflorida mit der Hauptstadt St. Augustine und Westflorida mit Pensacola als Hauptstadt.
Beide Floridas blieben während des Amerikanischen Unabhängigkeitskrieges Großbritannien gegenüber loyal. Spanien nahm als Verbündeter Frankreichs ebenfalls an diesem Krieg teil und nahm 1781 Pensacola in Westflorida ein. Im Frieden von Paris, der den Krieg beendete, trat Großbritannien beide Floridas an Spanien ab.
Spanien bot hervorragende Bedingungen für den Erwerb von Land, was Siedler aus den neu gebildeten Vereinigten Staaten anlockte, die Ansiedlung von Spaniern scheiterte jedoch, sodass die angelsächsische Kultur die Oberhand gewann. Es entstanden mehrere Gebietsstreitigkeiten zwischen den USA und Spanien, von denen einige zu militärischen Aktionen führten. Eine US-amerikanische Armee unter Andrew Jackson fiel während des Ersten Seminolenkrieges in Ostflorida ein. Jacksons Streitkräfte nahmen St. Marks am 7. April 1818 und Pensacola am 24. Mai 1818 ein. James Monroes Außenminister John Quincy Adams legte die US-amerikanische Position zu diesem Thema fest. Adams beschuldigte die Spanier des Bruchs des Pinckney-Vertrages von 1795, weil sie es nicht schafften, die Seminolen unter Kontrolle zu halten. Im Adams-Onís-Vertrag von 1819 trat Spanien seine Gebiete in Florida an die USA ab.
1822 bildete der US-Kongress aus Ostflorida das Florida-Territorium, 1845 wurde Florida als 27. Staat in die Union aufgenommen.